# Reteporella carinata
Reteporella carinata är en mossdjursart som först beskrevs av William MacGillivray 1884.  Reteporella carinata ingår i släktet Reteporella och familjen Phidoloporidae. Inga underarter finns listade i Catalogue of Life.